# Mörderspinnen
Mörderspinnen (Originaltitel: Kingdom of the Spiders) ist ein US-amerikanischer Horrorfilm von John Bud Cardos aus dem Jahr 1977.

## Handlung
Der Farmer Walter Colby bittet in der kleinen US-amerikanischen Stadt Verde Valley in Arizona den Tierarzt Robert „Rack“ Hansen aus Flagstaff, zu untersuchen, warum sein Kalb, mit dem er einen Preis gewinnen will, plötzlich krank geworden ist. Rack Hansen, der das Kalb kurz bevor es stirbt untersucht, ist ratlos und schickt eine Probe des Tierblutes zur Untersuchung an eine Universität.
Wenige Tage später erscheint die attraktive Insektenkundlerin Diane Ashley, um Hansen darüber zu informieren, dass eine zu große Dosis Spinnengift das Kalb getötet habe. Ashley zeigt sich sowohl von Hansens Skeptizismus als auch seinen Annäherungsversuchen unbeeindruckt und möchte den Kadaver des Tieres und den Ort untersuchen, an dem das Kalb erkrankte.
Tatsächlich finden sie auf der Farm von Colby einen Hügel, auf dem die sonst kannibalistisch und als Einzelgänger lebenden Vogelspinnen, zum Teil dargestellt von Taranteln, anscheinend zusammenleben. Die von Ashley kurze Zeit später aufgestellte Theorie besagt, dass die natürlichen Nahrungsquellen der Spinnen, die Insekten, durch den rücksichtslosen Einsatz von Insektenvernichtungsmitteln versiegt seien, wodurch die Tiere gezwungen seien, anderweitige Nahrung zu finden. Da die Spinnen inzwischen auch einen Hund und einen Bullen getötet haben, entscheiden sich Hansen und Ashley dafür, den Spinnenhügel auf Colbys Farm abzubrennen, bevor die Situation eskaliert. Tatsächlich jedoch entkommen die Spinnen durch einen unterirdischen Gang.
Am darauffolgenden Tag wird Colby auf der Fahrt mit seinem Auto von Spinnen angegriffen und verunglückt tödlich. Die Leiche finden Hansen und der Sheriff Gene Smith eingewoben im Wrack vor. Die Universität unterrichtet Ashley inzwischen darüber, dass das Gift der Spinnen die fünffache Wirksamkeit gegenüber normalem Spinnengift habe. Zudem werden weitere Spinnenhügel in der Nähe von Colbys Farm entdeckt.
Der Bürgermeister der Stadt ist besorgt um die Landwirtschaftsausstellung, die in den nächsten Tagen stattfinden soll, und gibt deshalb die Order, das gesamte Gebiet mit Insektenvernichtungsmittel zu besprühen. Der Pilot des Flugzeuges wird jedoch ebenfalls während des Fluges von Spinnen, die sich im Flugzeug eingenistet hatten, angegriffen und verunglückt tödlich.
Die Spinnen töten nun Colbys Frau und die verwitwete Schwägerin von Hansen, Terri. Hansen kann nur ihre kleine Tochter Linda noch rechtzeitig retten. Ashley, Hansen und Linda flüchten zu der Blockhausgruppe, wo Ashley wohnt, und finden sich von Spinnen umringt und von der Außenwelt abgeschnitten. Derweil bricht in der Stadt das nackte Chaos aus, weil tausende von Spinnen die Menschen angreifen.
Hansen und die anderen Überlebenden verbarrikadieren sich in einer der Hütten. Am nächsten Tag versuchen sie erfolglos, im Radio etwas über ihr Schicksal zu erfahren. Hansen öffnet den Verschlag eines Fensters und sieht geschockt, dass die ganze Stadt eingesponnen ist. 
Der Film endet mit dieser Szene, der weitere Verlauf der Geschehnisse bleibt daher ungewiss.

## Hintergrund
Der zum Drehzeitpunkt 24-jährige Filmeditor Steven Zaillian wurde später ein erfolgreicher und vielfach preisgekrönter Drehbuchautor. Die Spezialeffekte des Films lieferte Greg Auer.

## Erstaufführungen
- USA 24. August 1977
- Deutschland 29. Juni 1978

## Kritiken
Lexikon des internationalen Films:
„Thriller in der Nachfolge von Hitchcocks Die Vögel, der im ersten Teil noch geschickt Spannung aufbaut und mit den Erwartungen des Zuschauers spielt, dann aber in ein vorhersehbares Katastrophenspektakel mündet.“
TV Spielfilm:
„Das große Krabbeln für Spinnenphobiker.“

## Auszeichnungen
Der Film wurde 1978 in den Kategorien Bester Schauspieler – Horror und Bester Horrorfilm für den Saturn Award nominiert.